# Yortanlı-Talsperre
Die Yortanlı-Talsperre ist eine Talsperre am Yortanlı Deresi, einem rechten Nebenfluss des Bakırçay, in der westtürkischen Provinz İzmir. 
Der Yortanlı-Staudamm ist 52,5 Meter hoch und 710 Meter lang. Er ist ein Teil eines größeren Wasserversorgungssystems. Mit der Talsperre sollen 70 Quadratkilometer Ackerland bewässert werden. Das Projekt der staatlichen türkischen Wasserbauverwaltung stammt aus dem Jahr 1993. 2005 sollte die Flutung zuerst stattfinden, wurde aber zunächst verschoben. Seit Dezember 2010 ist der Stausee aber gefüllt. Beim Einstau des Stausees wurde die antike Stätte Allianoi überflutet, eine archäologische Fundstätte, von der bisher erst 20 Prozent ausgegraben wurde. 
Etwa einen Kilometer östlich des Yortanlı-Staudamms entstand zur gleichen Zeit die Çaltıkoru-Talsperre. 